# 53e brigade mécanisée
Pour les articles homonymes, voir 53e brigade.
La 53e brigade mécanisée, de son nom complet la 53e brigade séparée mécanisée nommée d'après le prince Volodymyr Monomaque (en ukrainien : 53-тя окрема механізована бригада імені князя Володимира Мономаха, abrégé en 53 ОМБр ; numéro d'unité militaire А0536), est une grande unité de l'Armée de terre ukrainienne.

## Historique

### Création et guerre du Donbass
La brigade est mise sur pied à l'automne 2014 dans la petite ville de Нова Любомирка (dans l'oblast de Rivne) à partir de deux bataillons réguliers fournis par les 17e brigade de chars et 24e brigade mécanisée, complétées par des unités de volontaires. Fin 2014, la brigade se rend dans la ville de Stanytsia Luhanska, dans l'oblast de Louhansk et participe à la guerre du Donbass. Puis déjà en 2015, elle défend le secteur d'Avdiïvka  - Verkhnyotoretske, dans la région de Donetsk. C'est ici que s'illustre le 3e bataillon de la 53e. En 2016, le 24e bataillon d'assaut « Aidar » y est rattaché, remplaçant le troisième bataillon mécanisé transféré à la 10e brigade d'assaut de montagne sous le nom de 108e bataillon de montagne. En juillet 2016, le commandant de la brigade est renvoyé pour avoir revendu des armes et des munitions. Entre avril et octobre 2017, la brigade est déployée dans la ville de Svitlodarsk, avant de passer une période de repos à Tcherkassy. À partir de mars 2018, elle est à nouveau déployée le long de la rivière Donets, tandis qu'en 2019 elle combat près de Horlivka. Depuis le 6 mai 2020, elle porte le nom de Volodymyr Monomaque (ou Vladimir II Monomaque), Riourikide Grand-prince de Kiev (la Rus' de Kiev) dont le souvenir est revendiqué tant par l'Ukraine que par la Russie.

### Invasion russe de l'Ukraine

#### Secteur de Volnovakha - Vouhledar (février - août 2022)
Au 24 février 2022, la 53e brigade est positionnée sur le front du Donbass, entre Marioupol et Donetsk, défendant le secteur de Vouhledar - Volnovakha flanquée sur sa droite par la 36e brigade d'infanterie navale et sur sa gauche par la 54e brigade mécanisée,. Leurs postions sont fortement attaquées, l'armée russe cherchant à percer leur ligne pour encercler les deux villes ukrainiennes. Dans la nuit du 25 au 26 février, les Russes brisent la défense de la brigade et débutent l'encerclement de Marioupol par le nord. La sécurisation de Volnovakha est alors une priorité pour les Russes afin de couper l'autoroute H20 et prendre Marioupol. Une intense bataille s'engage pour la ville notamment pour les hommes du 24e bataillon "Aidar" rattachés à la brigade. La bataille pour Volnovakha se déroule jusqu'au 11 mars, date à laquelle, l'armée ukrainienne perd définitivement le contrôle de la ville. La 53e tient ensuite des positions à l'ouest et au nord de la ville mais face à la poussée russe, elle se replie progressivement à Vouhledar où elle parvient à stabiliser le front. La 53e brigade reste engagée dans la bataille de Pavlivka, village en amont de Voulhedar quelle parvient à libérer en juin 2022. La 53e brigade reste dans le secteur jusqu'à la mi-août où elle est progressivement transférée vers Bakhmout relayée par la 68e brigade de chasseurs.

#### Bataille de Bakhmout (août 2022 - janvier 2023)
Les premiers éléments de la brigade arrivent sur le flanc sud de Bakhmout à la mi-août relevant la 72e brigade mécanisée près de Zaïtseve alors que le Groupe Wagner est à l'offensive depuis le mois de juin. Entre septembre et octobre, la brigade recule progressivement jusqu'à la route T0513. En novembre, les combats s'intensifient autour de Bakhmout; la brigade est alors impliquée dans de violents combats pour la défense de Klichtchiïvka et d'Opytne. En janvier 2023, elle est mise en arrière. Le 24 février, le bataillon Aidar est transféré à la 5e brigade d'assaut qui reste sur le flanc sud de Bakhmout.

#### Bataille d'Avdiïvka (février 2023 - mars 2024)
En février 2023, la brigade est redéployée dans le secteur d'Avdiïvka notamment au nord de l'aéroport international de Donetsk près des villages de Vodiane et Opytne afin de renforcer la 36e brigade d'infanterie navale et le 503e bataillon d'infanterie navale. Les défenseurs ukrainiens subissent ici des assauts de plus en plus nombreux. Durant l'été 2023, alors que la contre-offensive ukrainienne est en cours, la brigade mène des contre-attaques sur le village de Opytne. Le 12 juillet, elle repousse un assaut russe sur le village détruisant plusieurs véhicules blindés. En septembre, la brigade mène une attaque en direction du village d'Opytne au sud de la ville, infligeant des pertes aux 287e et 1439e (?) régiments de la 1re brigade de fusiliers motorisés de la Garde avant l'arrivée de nombreux renforts russes pour stabiliser la situation.
À partir du mois du 10 octobre 2023, la Russie lance une offensive d'ampleur sur Avdiïvka. Elle tente d'encercler la ville en la prenant en tenaille par le nord et le sud. La brigade repousse les premiers assauts au sud, à proximité de Vodiane, infligeant de lourdes pertes à la 1re brigade de fusiliers motorisés et le 10e régiment de chars. La brigade sature la zone de drones et prend pour cible les blindés russes ce qui empêche une accumulation de troupes qui pourrait mener à des attaques de plus grandes ampleurs et stabilise ainsi le flanc sud de la ville. La 53e brigade parvient à tenir le front jusqu'au retrait ukrainien de la ville en février 2024. La 53e se replie alors sur Tonenke qu'elle défend au mois de mars jusqu'à son retrait de la ligne de front. La brigade est alors envoyée dans l'oblast de Soumy en prévision d'une potentielle offensive russe sur la ville alors que celle sur Kharkiv est en cours. Le 3 juin 2024, les forces de défense ukrainiennes de la 103e brigade de défense territoriale et de la « 53e brigade mécanisée », détruisent une colonne militaire russe dans l'oblast de Koursk en Russie, entre Sverdlikovo et Soudja, près de la frontière,.

#### Bataille de Toretsk (depuis juillet 2024)
Fin juillet, la brigade est déployée dans le secteur de Toretsk pour renforcer la 41e brigade mécanisée, mise en difficulté par la pression russe croissante. Cependant, début août, elle doit céder du terrain à la 9e brigade de fusiliers motorisés russe, qui atteint la partie ouest de Niou-Iork. Quelques jours plus tard, une contre-attaque locale aboutie à la reconquête des positions perdues dans le centre-ville. En août, les forces russes continuent d'avancer, mais début septembre, la brigade, soutenue par des éléments de la 12e brigade spéciale « Azov », mène avec succès une contre-attaque et libère la partie nord de la localité. Dans les jours suivants, les assauts russes sur les flancs sont repoussés et le 2e bataillon de la brigade parvient à reconquérir le centre du village. Cependant, dans les semaines suivantes, les forces russes avancèrent à nouveau, forçant la brigade à se replier au nord, qui est alors complètement occupée.

## Structure

### Ordre de bataille
- État-major de la brigade ;
  - 
    -  Compagnie de protection du QG ;

  -  1er bataillon mécanisé ;
  -  2e bataillon mécanisé ;
  -  43e bataillon motorisé « Patriote » (unité militaire A2026) ;
  -  1er bataillon de fusiliers ;
  -  3e bataillon de fusiliers (unité militaire A7087) ;
  -  Bataillon de chars ;
  -  Groupe d'artillerie de la brigade :
    - 
      -  État-major (штаб) du groupe d'artillerie ;
      -  batterie de contrôle et d'acquisition de cibles ;

    -  1er bataillon d'artillerie automotrice [27] ;
    -  2e bataillon d'artillerie ;
    -  Bataillon de lance-roquettes multiples (BM-21 Grad) ;
    -  Bataillon anti-char ;

  -  Bataillon de drone d'attaque "Kara" ;
  -  Bataillon de drones
  -  Bataillon antiaérien ;
  -  compagnie de reconnaissance ;
  -  Bataillon du génie ;
  -  Bataillon logistique ;
  -  Compagnie de transmissions ;
  -  Bataillon de maintenance ;
  -  Compagnie de radar (désignation d'objectifs) ;
  -  Compagnie médicale (soins et évacuation) ;
  -  Compagnie de protection NRBC.

Jusqu'en février 2023, le 24e bataillon d'assaut « Aidar » est rattaché à la brigade.

### Matériel et équipements
- un bataillon de chars équipé de T-64BV et T-64BVmod.2022 complétés par des T-72M1
- deux bataillons mécanisés dotés de véhicules BMP-2, BMP-3 et Pbv-501 donnés par la Tchéquie.
- compagnie de reconnaissance : dotée de BRDM-2
- un groupe d'artillerie avec des pièces 2S1 Gvozdika, 2S3 Akatsia et BM-21 Grad
- un bataillon de défense antiaérien avec des canons 9K35 Strela-10.

### Commandant
- 2014-2015 : colonel Viktor Zabolotnyi (Заболотний Віктор В'ячеславович)
- 2016-2019 : colonel Oleksandr Hrouzevitch (uk)
- 2019-2020 : colonel Andriy Poliakov (Поляков Андрій Олегович)
- Depuis 2020 : colonel Dmitro Titenko (uk)